# Arrestos masivos después de la Noche de los cristales rotos

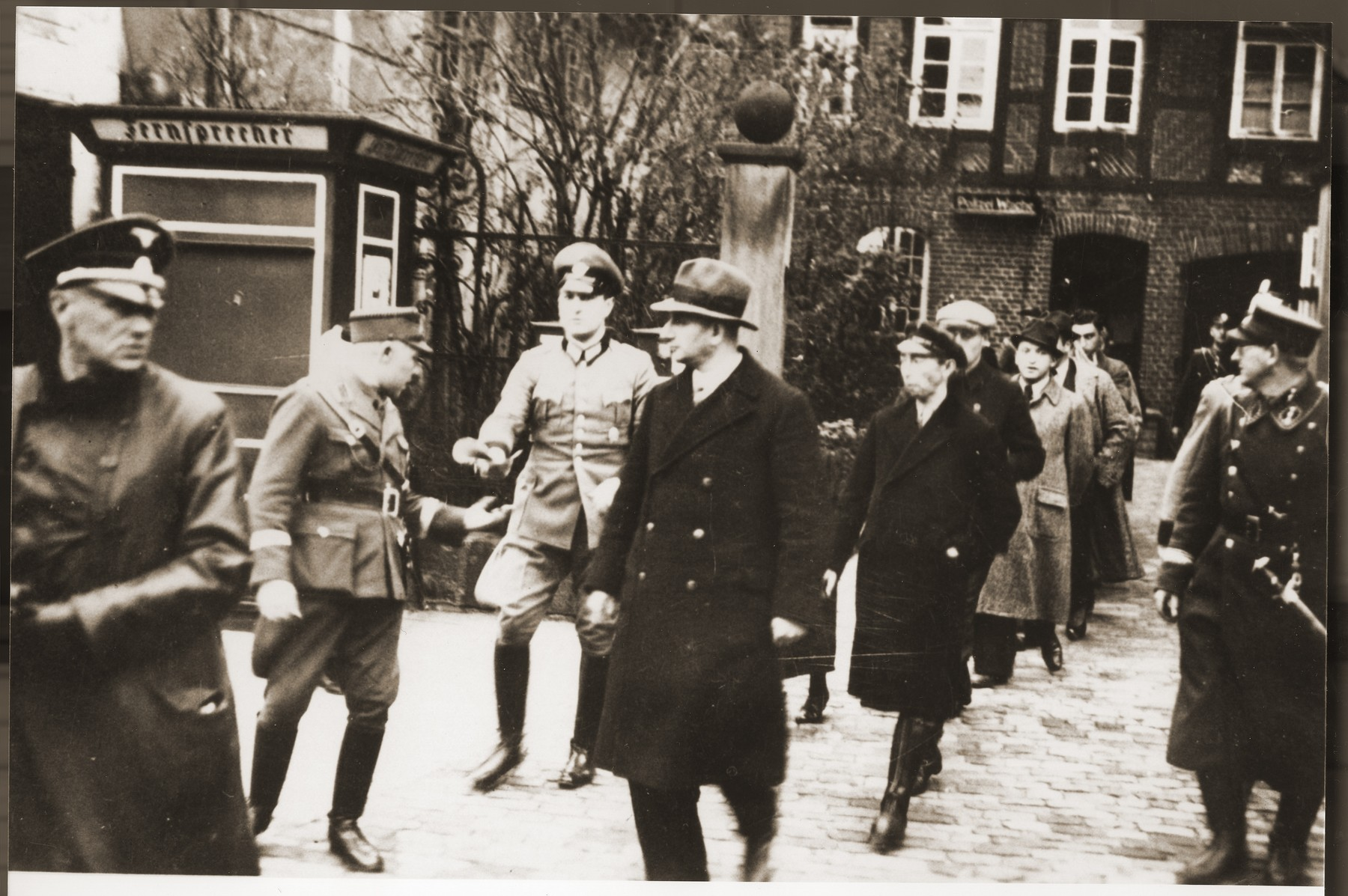
Judíos detenidos en Stadthagen por las SA y la policía en 1938.

Aproximadamente 30 000 judíos en Alemania y Austria fueron deportados dentro de la región o del país después de la noche de los cristales rotos (en alemán: Kristallnacht) del 9 y 10 de noviembre de 1938. Fueron deportados a los campos de concentración de Buchenwald, Dachau y Sachsenhausen por las organizaciones del Partido nazi y la policía en los días posteriores al pogromo. Esto ejerció presión sobre los deportados y sus familiares para acelerar la única emigración aparentemente voluntaria de su país y «arianizar» los bienes judíos. La gran mayoría de los detenidos fueron liberados a principios de 1939. Alrededor de 500 judíos fueron asesinados, se suicidaron o murieron como resultado de malos tratos y se les negó tratamiento médico en los campos de concentración.
Se conoce a los judíos detenidos en estas persecuciones como Aktionsjuden (‘judíos de la acción’), probablemente por el nombre en código que se dio en un principio a los eventos de la noche de los cristales rotos, Aktion Rath (‘Acción Rath’, como venganza por el asesinato de Ernst vom Rath que desató el pogromo). Esta designación era común en todo caso (según testigos de la época) en el campo de concentración de Buchenwald.

## Comandos
Joseph Goebbels escribió en su diario que el propio Adolf Hitler había ordenado el arresto de entre 25 000 y 30 000 judíos. A última hora de la tarde del 9 de noviembre de 1938, Heinrich Müller anunció en las oficinas de la Gestapo las «acciones contra los judíos» previstas. Había que preparar el arresto de entre 20 000 y 30 000 judíos, en su mayoría ricos. En las primeras horas de la mañana del 10 de noviembre, Reinhard Heydrich transmitió una orden de Heinrich Himmler a todas las jefaturas de la policía estatal y a las secciones superiores del SD. Pronto, en todos los distritos se arrestaría a tantos judíos varones sanos definidos por las autoridades como «especialmente ricos» y «no demasiado viejos» como fuera posible acomodar en las salas de detención existentes. Estaba prohibido su maltrato.

## Arrestos

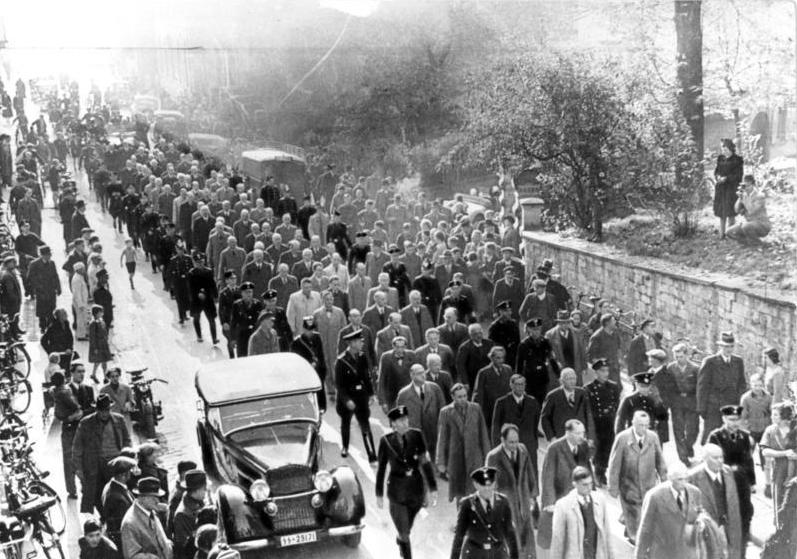
Arresto masivo de judíos en Baden-Baden.

La acción de arresto comenzó inmediatamente el 10 de noviembre y fue interrumpida el 16 de noviembre por orden de Heydrich. Además de la Gestapo y la policía local, también se activaron las SA, las SS y el Cuerpo de Motoristas Nacionalsocialistas.
Las instrucciones exactas de Heydrich apenas se tuvieron en cuenta. El 11 de noviembre se emitió una orden expresa de liberación inmediata de las mujeres y los niños detenidos durante la acción. El 16 de noviembre se ordenó el despido de enfermos y mayores de sesenta años.
El historiador Wolfgang Benz registró que hasta 10 000 judíos permanecieron en prisiones o en puntos de recogida locales porque el alojamiento disponible en los campos de concentración era insuficiente.

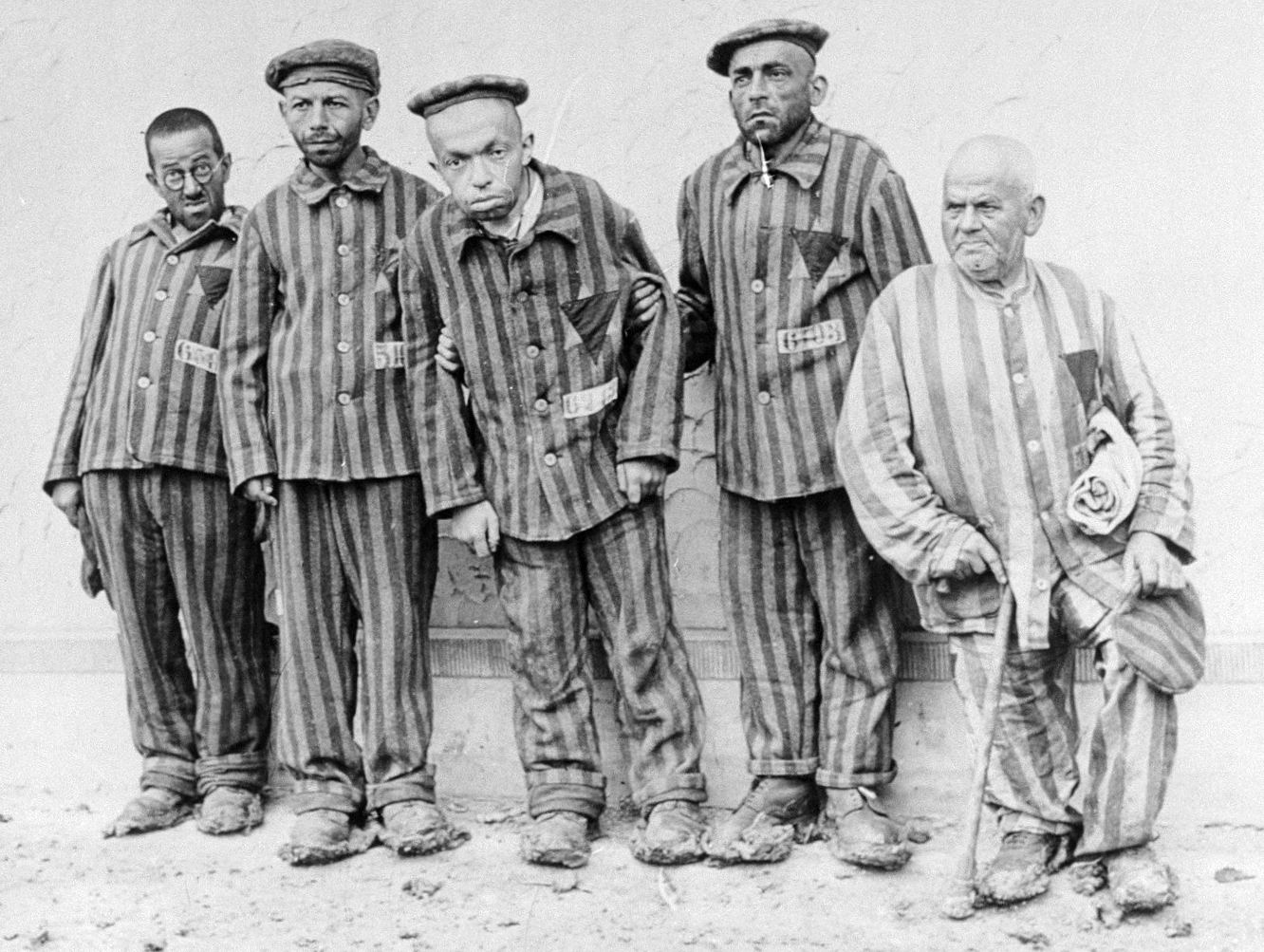
Fotografía propagandística de las SS de judíos discapacitados en Buchenwald, arrestados después de la Kristallnacht.

La mayoría de los prisioneros llegaron a los tres campos de concentración de Dachau, Sachsenhausen y Buchenwald en los primeros dos o tres días después de la noche del pogromo. El 22 de noviembre llegaron más transportes desde Viena. Los judíos detenidos en Berlín fueron conducidos en camiones hasta la puerta del campo de Sachsenhausen. Otros fueron transportados en autobús, tren o tren de cercanías y luego a pie. En Dachau fueron internados 10.911 judíos, en Buchenwald 9.845 y en Sachsenhausen la cifra se estima en 6000. Esto significa que el número total de prisioneros en los campos de concentración se duplicó en un instante.
En muchos casos, los detenidos fueron sometidos a la brutalidad de los escoltas durante el transporte. Según algunos informes, «casi todos los prisioneros», cuando llegaron tanto a Dachau como a Buchenwald, presentaban huellas de heridas, algunas de ellas graves, que habían sufrido durante o después de su detención.

## Estancia en los campos
El alojamiento en Buchenwald era completamente insuficiente: cinco barracones sin ventanas estaban ocupados cada uno por 2000 entre los judíos detenidos y al principio no había instalaciones sanitarias. La rutina diaria se estructuraba en tres pases de lista, que a menudo duraban horas y se convertían en una tortura bajo la lluvia y el frío. A veces los detenidos tenían que hacer ejercicio y realizar tareas sin sentido y físicamente exigentes. En Dachau, el número de muertes registradas aumentó desproporcionadamente.

## Libertad condicional
La duración del encarcelamiento fue muy diferente. Desde finales de noviembre de 1938 se liberaron diariamente entre 150 y 250 detenidos. El 1 de enero de 1939, 1.605 judíos seguían encarcelados en Buchenwald y 958 en Sachsenhausen.
Los informes de los judíos arrestados muestran que no pudieron identificar ningún sistema o criterio para los despidos. El 28 de noviembre de 1938 se ordenó la liberación de los jóvenes menores de dieciséis años, así como de los combatientes del frente. A partir del 12 de diciembre, los reclusos mayores de 50 años serían liberados y, a partir del 21 de diciembre, los profesores judíos tendrían un despido preferencial. Otros obtuvieron su libertad porque sus planes de abandonar el país ya estaban avanzados o incluso sus visas amenazaban con expirar. Otros más fueron liberados inmediatamente después de la transferencia de sus visas. Los propietarios de automóviles judíos, a quienes se les revocó el permiso de conducir a partir del 3 de diciembre de 1938, fueron presionados para vender sus automóviles a un precio ridículo. Quien se quejara podría ser despedido repentinamente.

## Repercusiones

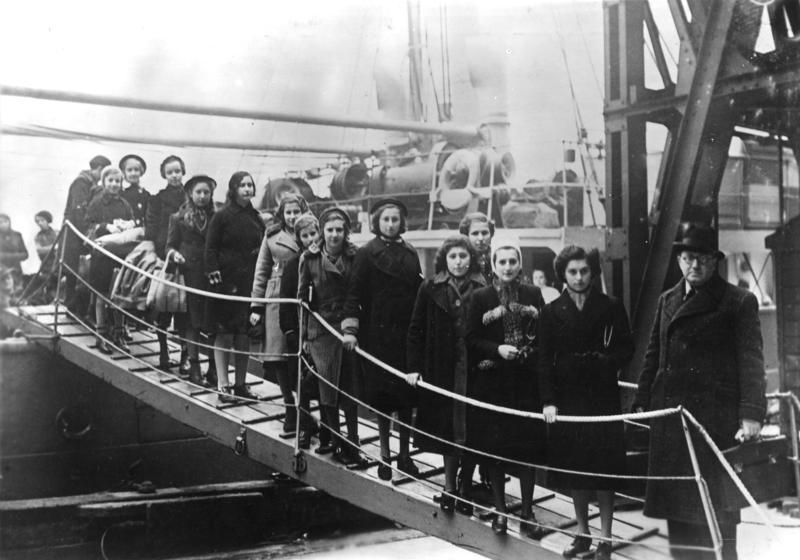
Llegada de niños judíos refugiados al puerto de Londres en febrero de 1939.

El número de Aktionsjuden que murieron en el campo de concentración fue de al menos 185 en Dachau, 233 en Buchenwald y entre 80 y 90 en Sachsenhausen. Los informes citan el esfuerzo físico excesivo, las enfermedades sépticas, la neumonía, la falta de medicamentos recetados y de dieta como las principales causas de muerte. Muchos hombres sufrieron las consecuencias de las condiciones carcelarias y enfermaron después de su liberación. En el Jüdisches Krankenhaus Berlin tuvieron que realizarse unas 600 amputaciones de emergencia, que fueron necesarias debido a heridas no tratadas y congelamiento.
La emigración medianamente regulada se convirtió en una huida masiva producto del pánico ocasionado a raíz de los sucesos. Las familias se vieron obligadas a separarse para huir individualmente a un país extranjero o al menos para sacar a sus hijos de Alemania. Al menos 18 000 niños fueron transportados con Kindertransport a Gran Bretaña, Bélgica, Suecia, Países Bajos o Suiza.